# Epiklisis pilitarsis
Epiklisis pilitarsis là một loài ruồi trong họ Asilidae. Epiklisis pilitarsis được Becker miêu tả năm 1925. Loài này phân bố ở miền Ấn Độ - Mã Lai.